# Pteraulax flexicornis
Pteraulax flexicornis är en tvåvingeart som beskrevs av Mario Bezzi 1921. Pteraulax flexicornis ingår i släktet Pteraulax och familjen svävflugor. Inga underarter finns listade i Catalogue of Life.